# Doru Romulus Costea
Doru Romulus Costea (n. 22 septembrie 1953, Cehu Silvaniei, România) este un  diplomat român, cel mai bine cunoscut în calitate de Președinte al Consiliului pentru Drepturile Omului al Națiunilor Unite. Costea a servit în calitate de președinte la 19 iunie 2007 18 iunie 2008. Principala lui sarcină a fost de a iniția revizuirea periodică universală a drepturilor omului in de atunci 192 de state membre ale Organizației Națiunilor Unite. Din 2011, este ambasador al României în Republica Populară Chineză.

## Carieră
În 1976, Costea a fost pentru scurt timp un funcționar pentru Prodexport Foreign Trade Company. Din 1976 până în 1989, a fost un interpret la Centrul Internațional pentru Studii Politice. În 1990, el a devenit director adjunct al Departamentului din Orientul Mijlociu și din Africa de Nord în cadrul Ministerului Afacerilor Externe. Din 1991 până în 1995, el a servit ca ambasador din România în Statul Kuwait și Sultanatul Oman. Din 1995 până în 1997 a fost director al Departamentului de Planificare Politică din cadrul Ministerului Afacerilor Externe. Din 1997 până în 2001, el a servit ca ambasador din România în Republica Arabă, Egipt. Din 2001 până în anul 2003, Costea a fost director al Departamentului de analiză și de informare în cadrul Ministerului Afacerilor Externe. În decembrie 2003, el a devenit reprezentantul permanent al România la Oficiul Națiunilor Unite și organizațiilor internaționale de la Geneva. 